# Изофорондиамин
Изофорондиамин (3-аминометил-3,5,5-триметилциклогексиламин) — циклоалифатический диамин на основе химии изофорона. Это смесь двух стереоизомеров 3-аминометил-3,5,5-триметилциклогексиламин, представляет собой бесцветную жидкость с низкой вязкостью, имеет слабый запах аминов.

## Спецификация
| Свойство                       | Значение        | Ед. измер. | Метод тестирования        |
| ------------------------------ | --------------- | ---------- | ------------------------- |
| Цвет (APHA)                    | max 15          | ---------- | DIN ISO 6271, ASTM D1209* |
| Внешний вид                    | чистая жидкость | ---------- | визуальный                |
| Содержание воды                | max 0.2         | мас%       | Карл Фишер**              |
| Чистота                        | min 99.7        | мас%       | газовая хроматография     |
| Содержание аминонитрила        | <0.15           | мас%       | газовая хроматография     |
| Втор. и трет. амино соединения | <0.15           | мас%       | газовая хроматография     |

- Методы DIN,ISO или ASTM описывают аналитические процедуры в общем. Фактические методы, используемые нами, более точны, результаты высылаются по запросу.
  - При использовании 30 % раствора салициловой кислоты в метаноле при охлаждении.

## Свойства
Изофородиамин может использоваться во всех типичных для аминов реакциях, таких как реакции с карбоксильной кислотой, фосгеном, альдегидами, кетонами и эпоксидами. Изофородиамин смешивается в любых пропорциях при комнатной температуре с водой, спиртами, простыми и сложными эфирами, кетонами, так же со многими алифатическими, ароматическими и галогенизированными углеводородами.
Изофородиамин — диамин с особой структурой благодаря многоступенчатому алкил-замещенному циклогексановому кольцу, аминогруппам с разной реакционной способностью и цис-транс конфигурацией. При сравнении с другими эпоксидными аминами различия заметны в свойствах их производных и полимерных соединений.

## Применение
Изофородиамин используется для производства отвердителей для систем без растворителя, отверждающихся при комнатной температуре и как отвердитель в эпоксидах горячего отверждения.
Отвердители на основе изофородиамина, обладают низкой вязкостью, низкой тенденцией к образованию карбамидов и влагостойкостью. Эпоксидные системы, отвержденные изофородиамином, демонстрируют отличную химическую стойкость, высокую температуру тепловой деформации, стабильность цвета. Изофородиамин широко используется в основанных на эпоксидах наливных полах и строительстве, защите и ремонт бетона. Другие применения включают в себя высокоэффективные антикоррозионные покрытия, адгезивы и закрепляющие компаунды.
Изофородиамин имеет также множество других применений, основанных на химии аминов, к примеру получение некристаллических специальных полиамидов с высокой жесткостью и оптической прозрачностью. Также продукт используется как удлинитель цепи в полиуретанах и как промежуточный продукт в получении красителей.

## Общие физические свойства
| Свойства                | значение    | единица измерения | метод тестирования     |
| ----------------------- | ----------- | ----------------- | ---------------------- |
| Молекулярный вес        | 170.3       | г/моль            | С9H22N2                |
| Эквивалентный вес       | 85.2        | г/экв             | -                      |
| H-активн. эквив. вес    | 42.6        | г/экв             | -                      |
| Плотность при 200°С     | 0.920-0.925 | г/см3             | DIN 51 757,ASTM D 2111 |
| Точка кипения(1013 гПа) | 247         | °С                | DIN 53 171             |
| Давление пара при 500°С | < 1         | гПа               | -                      |
| Вязкость при 23 °C      | 16          | мм²/с             | DIN 51 562             |
| Вязкость при 200°С      | ≈18         | мПа∙с             | DIN EN ISO 3219        |
| Точка плавления         | 10          | °С                | ISO                    |
| Точка воспламенения     | 117         | °С                | DIN EN 22 719          |

## Хранение
Изофородиамин гигроскопичен и при взаимодействии с атмосферным CO2 может образовывать карбаматов. Продукт должен храниться вдали от влаги и углекислого газа в контейнере из стекла, нержавеющей стали или подобного материала. Сталь не претерпевает изменений при нормальных условиях, но следует избегать применения алюминия. Изофородиамин стабилен как минимум один год при хранении в фирменных контейнерах при температуре ниже 25 °С.
Изофородиамин кристаллизуется при температуре ниже 15 °С. Чтобы полностью обратить в жидкость все содержимое контейнера, необходимо нагреть максимально до 60 °С и тщательного перемешивать перед использованием.

## Производство
Крупнейшим производителем изофорондиамина Vestamin IPD в мире (порядка 70-80 %)является компания Evonik Industries AG (бывшая Degussa AG).